# Central Uruguay Railway Cricket Club
Maillots
Le Central Uruguay Railway Cricket Club est un club uruguayen omnisports basé à Montevideo, fondé en 1891 et dissous en 1915.
Membre fondateur du championnat d'Uruguay de football, il en remporte cinq éditions entre 1900 et 1911. Le Club Atlético Peñarol, meilleur club sud-américain du XXe siècle selon la IFFHS, est créé par des membres du CURCC en 1913, peu de temps avant sa disparition définitive, de sorte qu'il est considéré comme son héritier.

## Historique

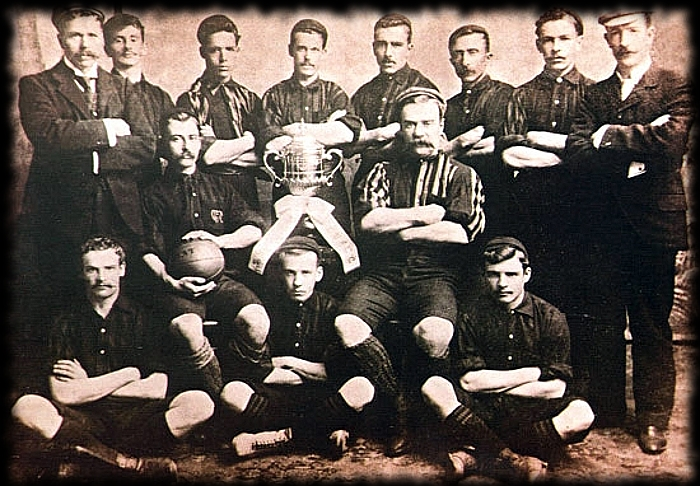
Le CURCC en 1900, premier champion national.

Le Central Uruguay Railway Cricket Club est fondé le 28 septembre 1891 par des employés et ouvriers de la société britannique Montevideo's Central Uruguay Railway (CUR), chargée de la gestion des chemins de fer en Uruguay depuis 1878. Sur les 118 adhérents du club au moment de sa fondation, 72 sont britanniques, un est allemand et 45 sont uruguayens. Le club est alors connu pour le CURCC ou simplement Peñarol, du nom du quartier de la banlieue de Montevideo où sont localisées l'entreprise et le club. Les couleurs choisies sont le jaune et le noir, en hommage aux couleurs des chemins de fer (panneaux, barrières...).
Le premier président est du CURCC se nomme Frank Henderson (il conserve son poste jusqu'en 1899). D'abord spécialisé dans la pratique du cricket et du rugby à XV, le club ouvre dès 1892 une section football qui semble prendre rapidement l'ascendant sur les autres disciplines du club. En 1895, Julio Negrón devient le premier capitaine uruguayen du club, ce qui traduit l'enracinement du club dans le pays.
En 1900, le CURCC fonde avec Uruguay Athletic, Deutscher Fussball Klub et Albion le championnat d'Uruguay de football, dont il remporte la première édition en 1900. Ils sont rejoints la saison suivante par le Club Nacional de Football. Le CURCC conserve son titre en 1901, le Nacional remportant les deux titres suivants.

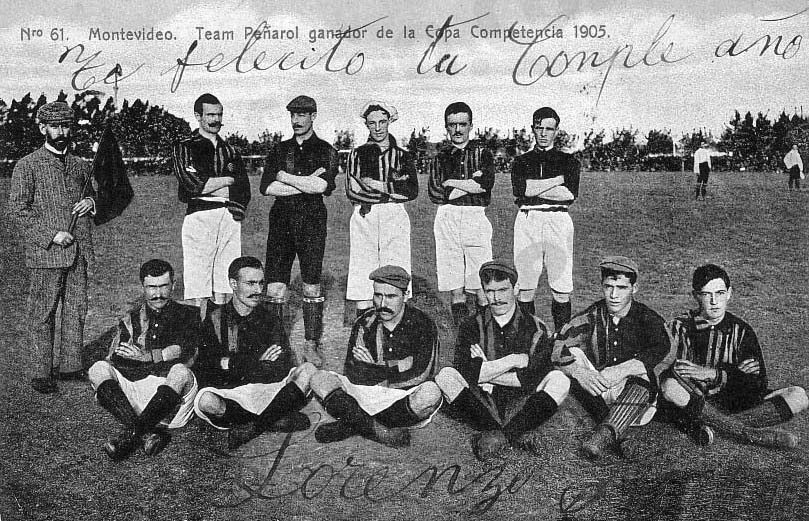
Le CURCC en 1905.

Après l'interruption de la compétition due aux soulévements de 1904, le CURCC remporte deux nouveaux titres en 1905 et 1907. 

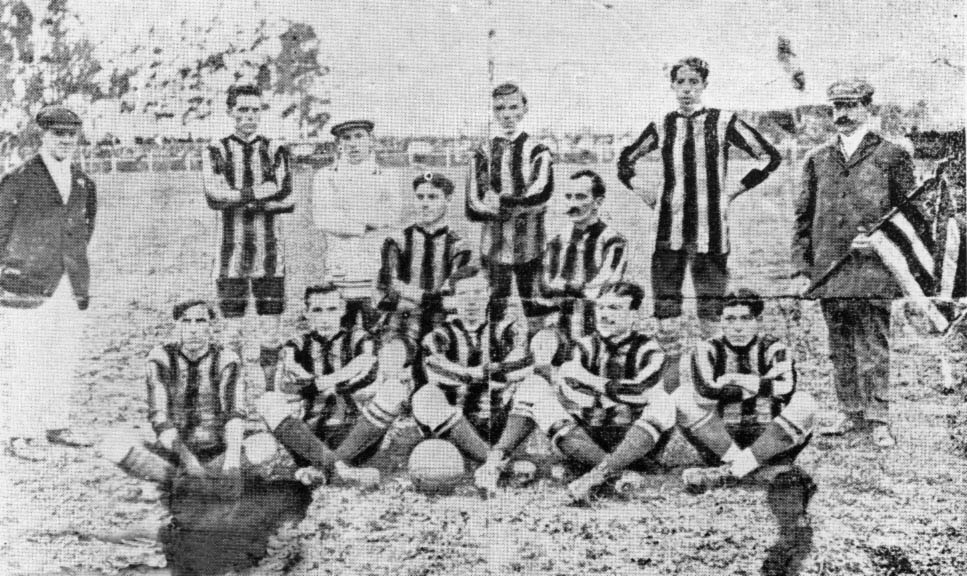
L'équipe en 1911.

C'est à cette époque qu'un certain Charles W. Bayne prend la tête de l'entreprise de chemins de fer en refusant de présider le club de football. Cette décision sonne le point de départ d'un certain nombre de problèmes entre la direction de l'entreprise et son club de football. En 1908, le club boycotte le championnat pour des raisons de calendrier, quelque temps avant qu'un groupe de ses supporters mette le feu à un wagon utilisé pour transporter les joueurs d'une équipe adverse. Deuxième en 1909 et 1910, le CURCC remporte un nouveau titre en 1911. 
L'année suivante, les responsables du club lancent le projet d'autonomisation vis-à-vis de l'entreprise, prévoyant l'ouverture de l'équipe à des joueurs non-employés de CUR et le changement de nom du club. En juin 1913, l'assemblée générale des membres du club rejette d'abord ces propositions, avant de revenir sur sa décision pour la section football en novembre. Le 13 décembre 1913, la section football devient le CURCC Peñarol, et en mars 1914 le Club Atlético Peñarol. Il semble que le CURCC ait malgré tout conservé une section football récréative, coexistant avec le CA Peñarol jusqu'en 1915, ce qui nourrit une certaine polémique sur la date de fondation du Club Atlético Peñarol.

## Palmarès
- Championnat d'Uruguay de football (5)
  - Champion : 1900, 1901, 1905, 1907, 1911

- Copa de Competencia (7)
  - Champion : 1901, 1902, 1904, 1905, 1907, 1909, 1910

- Coupe d'Honneur Cousenier (2)
  - Champion : 1909,  1911